# Campylognathoides
Campylognathoides – pterozaur z rodziny Campylognathoididae. Żył we wczesnej jurze. Odkryto go w złożach Württemberg Lias. Jest to pierwszy pterozaur tego obszaru, zidentyfikowany na podstawie kości ręki. Kolejnych odkryć dokonano w Holzmaden.

## Opis
W porównaniu chociażby z Dorygnathus gad ten miał krótszy dziób. Czaszka zdominowana jest przez duży oczodół. Budowa pyska i zębów sugeruje, że zwierzę to żywiło się rybami.
Budowa stawu biodrowego z bocznie ustawioną panewką była wielkim utrudnieniem przy chodzeniu. Wydaje się więc, że stworzenie to miało wielkie problemy z chodzeniem, a na lądzie w poruszaniu się musiało pomagać sobie skrzydłami.

## Nazwa
Oznacza ona zakrzywioną szczękę.

## Gatunki
- C. indicus (Plieninger, 1895) (początkowo Campylognathus indicus)
- C. liassicus (Quenstedt, 1858)
- C. zitteli (Pleininger, 1894)